# Lijst van kerken in Edam-Volendam
Deze (incomplete) lijst bevat een overzicht van de kerkgebouwen in de Nederlandse gemeente Edam-Volendam.
| Kerk                                        | Adres                           | Wijk/Plaats | Originele functie         | Huidige functie | Bijzonderheden | Foto |
| ------------------------------------------- | ------------------------------- | ----------- | ------------------------- | --- | --- | ---- |
| Sint Agnes Kapel                            | Sint Nicolaashof                | Volendam    | Rooms Katholieke kerk     | Gesloopt | Architect was Lau Peters |      |
| Kerk van Beets                              | Beets 51                        | Beets       | Rooms-katholiek           | Nederlands Hervormd en diverse wereldlijke functies | Dakruiter is vermoedelijk pas in de 17e eeuw geplaatst. |      |
| Doopsgezinde Vermaning                      | Jan Nieuwenhuyzenplein 6        | Edam        | Doopsgezinde Vermaning    | Onveranderd | Kerk gebouwd in 1702, gelegen achter woningen. Pand is rijksmonument. |      |
| Doopsgezinde vermaning                      | Middelie 79                     | Middelie    | Doopsgezinde Kerk         | Ongewijzigd | Gebouwd naar aanleiding van een legaat van een lid. Hierdoor werd de voorgaande schuilkerk vervangen door het huidige pand.                                               |      |
| Evangelisch-lutherse Kerk                   | Voorhaven 135                   | Edam        | Evangelisch-lutherse Kerk | Onveranderd | Gesticht door Deense en Holsteinse arbeiders omstreeks 1630 |      |
| Hervormde kerk                              | Etersheim 10                    | Etersheim   | Hervormde kerk            | Woning | Kerk heeft tevens dienstgedaan als Satanskerk |      |
| Franciscus van Assisi                       | Raadhuisstraat 3                | Oosthuizen  | Rooms-katholiek           | Ongewijzigd | Enige in gebruik zijnde Rooms-katholieke kerk in de gemeente Zeevang. De kerk is direct verbonden met het naastgelegen verzorgingstehuis.                                 |      |
| Gereformeerde kerk                          | Groenland 1-2                   | Edam        | Gereformeerde kerk        | Protestantse Kerk in Nederland | Architect was P. de Groot in 1891. Kerk bestaat uit één zaal en heeft geen kerktoren.                                                                                     |      |
| Grote of Sint-Nicolaaskerk                  | Grote Kerkstraat 59             | Edam        | Rooms-Katholieke Kerk     | Protestantse Kerk in Nederland | Rijksmonumentaal pand uit de 15e eeuw. |      |
| Grote- of Sint-Nicolaaskerk                 | Raadhuisstraat 61               | Oosthuizen  | Rooms-katholiek           | PKN | Praalgraf van François van Bredehoff bevindt zich in de kerk, evenals een van de oudste bespeelbare orgels van Nederland.                                                 |      |
| Hervormde kerk                              | Kwadijk 87                      | Kwadijk     | Nederlands Hervormde Kerk | Ongewijzigd | De voorgaande kruiskerk stond op een eiland en was alleen per boot bereikbaar. Huidige kerk is een zaalkerk met houten toren.                                             |      |
| Hervormde kerk                              | Schardam 27                     | Schardam    | Hervormde Kerk            | Woning | De toren is tot op heden eigendom van de gemeente Zeevang |      |
| Hervormde kerk                              | Warder 122                      | Warder      | Hervormde kerk            | Sporthal | De kerk is het enige rijksmonument in de plaats Warder |      |
| Kleine of O. L. V. Kerk met speeltoren      | Lingerzijde 1                   | Edam        | Rooms-Katholieke Kerk     | Bedrijfspand | Kerk is in 1883 gesloopt, alleen direct bij de toren aansluitende stukken niet. Kerk was laatgotisch. Rijksmonumentale toren, klokken zijn beschermd, het mechaniek niet. |      |
| Kruispunt                                   | Monseigneur C. Veermanlaan 54   | Volendam    | Rooms-Katholieke Kerk     | Aangekocht en in 2013 gesloopt door particulier ivm nieuwbouw woning. Omgevingskenmerken en karakteristieke plattegrond zijn in woningontwerp bewaard gebleven. | Indertijd gebouwd als bijkerk van de Sint-Vincentiuskerk. De laatste periode tot 2013 werd deze kerk aan erediensten onttrokken.                                          |      |
| Maria van het Waterkapel                    | Boelenspark                     | Volendam    | Veldkapel                 | Onveranderd | Gebouwd omstreeks 1993 |      |
| Nicolaas                                    | Voorhaven 124                   | Edam        | Rooms-Katholieke kerk     | Onveranderd | Rijksmonumentale Waterstaatskerk gebouwd in 1824/25 |      |
| Onze Lieve Vrouwe Sterre der Zee (Volendam) | Julianaweg 72                   | Volendam    | Rooms Katholiek           | Onveranderd | Moderne kerk uit 1962. Ontworpen door Oudejans en Alberts |      |
| Stolpkerk                                   | Burgemeester Kolfschotenplein 1 | Volendam    | Nederlands Hervormde kerk | Protestantse Kerk in Nederland | Een van drie stolphoevekerken welke nog in Nederland bestaan |      |
| Sint-Vincentiuskerk                         | Kerkpad 1                       | Volendam    | Rooms-Katholieke kerk     | Onveranderd | Architect: Th. Molkenboer, architect van uitbreiding: A.C. Bleijs |      |